# Montlaur (Aude)
Pour les articles homonymes, voir Montlaur.
Montlaur  est une ancienne commune française située dans le département de l'Aude en région  Occitanie, intégrée depuis 2019 à la commune nouvelle de Val-de-Dagne.

## Géographie
La commune est située dans les Corbières, près de Lagrasse.

### Communes limitrophes
| Capendu (sur 80 m)              | Comigne        | Douzens (par un quadripoint) |
| Pradelles-en-Val (Val-de-Dagne) | Montlaur       |                              |
| Arquettes-en-Val                | Serviès-en-Val | Lagrasse                     |

### Topographie et hydrographie
Le village de Montlaur se trouve dans un val délimité au nord par la montagne d'Alaric et au sud par la colline de la Coque.
Une source au centre du village vient gonfler le ruisseau des Mattes qui se jette quelques kilomètres plus loin dans l'Orbieu.
Trois petites collines surplombent le village :
- le château dont il ne reste que quelques pierres ;
- les moulins (deux moulins dont il ne restait que le mur circulaire en pierre aujourd'hui transformés en habitation) ;
- la bergerie (un moulin et une bergerie en ruines aujourd'hui transformés en habitation).

## Histoire
Le curé Pierre Cabirol a rédigé un ouvrage sur l'histoire de cette commune.

### Montlaur de l'âge préhistorique aux Romains
Entre 1200 et 700 ans av. J.-C., les premiers Celtes venus d'Europe centrale s'installent et occupent une grande partie du sud de la France actuelle.
Vers 600 av. J.-C., les Ligures en provenance d'Italie et les Ibères d'Espagne s'installent dans les Corbières. Après un conflit sanglant, ces deux peuples fusionnent[réf. nécessaire].
Puis il y eut une deuxième vague de peuples celtes venue de l'autre côté du Rhin et c'est ainsi qu'apparaissent les Gaulois. Dans le Midi, il s'agit des tribus des Volsques. Actifs, intelligents, tournés vers le progrès[réf. nécessaire], ils construisent des routes (de Lagrasse à Carcassonne passant par Marcodames). En 1839, à Serviès-en-Val des médailles d'or grossières attribuées à l'époque gauloise sont retrouvées.

Aux alentours de 120 av. J.-C. (c'est-à-dire avant la défaite de Vercingétorix en 52 av. J.-C. face aux armées de Jules César), les Romains occupent une grande partie de la Provence et du Languedoc dans une grande région qu'ils appellent la Narbonnaise, mais les marécages présents les empêchent de s'installer. Au IIe siècle, ils peuvent construire une route de Narbonne à Carcassonne passant par Moux, Comigne et Trèbes. Alors la vallée est occupée : la plaine reste inculte et inhabitée[réf. nécessaire] mais on s'établit sur les hauteurs ou à mi-côte.
Gavart, Roquenegade, Congoust (co Augustum : passage étroit), Vinesolus (de vigne), Septembrianum (du nom de son propriétaire : September, vers Saint-Genis), la Valfrège (vallée froide), Cadoual (vallée chaude), Mata (vient peut-être du bas-latin mattus, « humide », mais en occitan mata signifie aussi « buisson touffu »), etc. sont édifiées par les Gallo-Romains.

La vallée marécageuse pleine d'eau et de mattes est appelée vallée des Mattes. La rivière est appelée Rec des Mattes (rec signifiant ruisseau en occitan) et le seul village bâti au milieu des Mattes prend le nom de Mata (c'est là que se dressera Montlaur).
Derrière la vallée des Mattes, s'étend une région riche en gibier. En hommage à  Diane (déesse de la chasse) les Romains la baptisent Val de Dagne.

Les villages dont le nom se termine par -ac (Fajac-en-Val, Saissac, Cuxac-d'Aude) ou par -an (Tournissan, Fabrezan, Lézignan) dateraient de cette époque-là[réf. nécessaire].

### Le pays des Mattes sous les Wisigoths
De 414 à 507, les Wisigoths d'origine germanique deviennent les maîtres de la Narbonnaise qui fait alors partie du royaume wisigoth de Toulouse. Puis Clovis les attaque, les vainc à Vouillé en 507 (près de Poitiers), les poursuit jusqu'à Toulouse, envahit le Lauragais et vient mettre le siège devant Carcassonne, mais doit se retirer sans l'avoir prise.

Les Wisigoths fortifient Carcassonne et la placent sous la protection des deux forts d'Alairac et de Miramont vers lequel ils dévient les routes : Villedese nait de cette modification. Ils imitent les Romains en toute chose mais ils n'en ont pas le génie[réf. nécessaire]. Leur langue seule laisse des traces : les villages en -ens (Douzens, Badens) datent des Wisigoths.

Après une domination de trois siècles, leur empire succombe sous les coups des Sarrasins en 712. À Montlaur, ceux-ci détruisent tout : les villages sont rasés, la population exterminée[réf. nécessaire].

Charles Martel qui les a battus à Poitiers est appelé et les vainc une seconde fois lors de la bataille de la Berre, du nom de la rivière se jetant dans l'étang de Bages et de Sigean.

### Le pays des Mattes sous les Carolingiens
Après Charles Martel, Pépin le Bref chasse les Sarrasins de Septimanie en 759. Mais ceux-ci reviennent pour reconquérir Narbonne et Carcassonne en empruntant la voie aquitanique qui passe par la Coque. En 793, ils rencontrent Guillaume de Gellone, duc d'Aquitaine qui leur livre bataille, vraisemblablement dans le Val de Dagne.

Après de durs combats, les Sarrasins repoussent l'assaut et s’installent à nouveau dans la région pour peu de temps. Ils repassent les Pyrénées chargés de leur butin emmenant les prisonniers et ne reviennent plus. De cette époque on retrouve encore des Villas : Villedèse, Donneuve, Villefrancou, Villemagne, Villalaur (le nom villa laur vient peut-être des lauriers qui sont le symbole de la victoire ?) et des monastères : l'abbaye Sainte-Marie de Lagrasse et l'église de Saint-Michel de Nahuze.

### Montlaur au Moyen Âge
Sur la rive gauche du ruisseau qui arrose Villalaur, s'élève un pic en forme de cône tronqué. Sur cet emplacement fut construite une forteresse. Le rocher escarpé qui le couronne fut doublé d'un mur et ce fut la première enceinte. On fit à mi-côte une deuxième muraille avec trois portes et une barbacane et ce fut la deuxième enceinte. La première enceinte développait 300 à 500  m, alors que la deuxième enceinte développait 500 à 600 m.

Deux portes à l'orient et à l'occident faisaient communiquer la place avec les lices. Les lices à leur tour avaient 3 à 4 portes. Une seule est encore debout, on l'appelle "portail de Bissens".

Dans ce fort primitif, les lices était réservées aux combattants et interdites aux habitations.

Celles-ci durent toutes monter au sommet du Pech (de l'occitan puèg et qui signifie « colline ») dans la première enceinte.

Mais ce château au cours des guerres entre seigneurs fut très rapidement démoli. Déjà en 1360, la première enceinte était en ruines. On remonta la deuxième enceinte et toute la population s'établit entre les deux murailles. Après la guerre de Cent Ans, on sortit des murailles et on passa même le ruisseau de la Fargue.

### Époque contemporaine
Le 1er janvier 2019, la commune fusionne avec Pradelles-en-Val pour former la commune nouvelle de Val-de-Dagne dont la création est actée par arrêté du préfet de l'Aude en date du 5 décembre 2018.

## Politique et administration
| Période                                  | Période | Identité            | Étiquette | Qualité |
| ---------------------------------------- | ------- | ------------------- | --------- | ------- |
| 2014                                     |         | Antonin Andrieu     |           |         |
| 2001                                     | 2014    | Antonin Andrieu     |           |         |
| 1932                                     |         | Emilien Baillat     |           |         |
| 1918                                     |         | Paul Villa          |           |         |
| 1876                                     | 1878    | Paul Mas            |           |         |
| 1876                                     | 1876    | Joseph Taudou       |           |         |
| 1856                                     | 1876    | Jean Taudou         |           |         |
| 1852                                     | 1856    | Paul Villa          |           |         |
| 1848                                     | 1852    | Barthélémy Bourniol |           |         |
| 1840                                     | 1848    | Jean Taudou         |           |         |
| 1834                                     | 1840    | Philippe Taudou     |           |         |
| 1830                                     | 1831    | Paul Villa          |           |         |
| 1830                                     | 1830    | Aimé Viguier        |           |         |
| 1816                                     |         | Antoine Villac      |           |         |
| 1791                                     | 1816    | Paul Taudou         |           |         |
| Les données manquantes sont à compléter. |         |                     |           |         |

## Démographie
L'évolution du nombre d'habitants est connue à travers les recensements de la population effectués dans la commune depuis 1793. Pour les communes de moins de 10 000 habitants, une enquête de recensement portant sur toute la population est réalisée tous les cinq ans, les populations de référence des années intermédiaires étant quant à elles estimées par interpolation ou extrapolation. Pour la commune, le premier recensement exhaustif entrant dans le cadre du nouveau dispositif a été réalisé en 2007.

En 2016, la commune comptait 545 habitants, en évolution de +2,83 % par rapport à 2010 (Aude : +2,65 %, France hors Mayotte : +2,11 %).
| 1793 | 1800 | 1806 | 1821 | 1831 | 1836 | 1841 | 1846 | 1851 |
| ---- | ---- | ---- | ---- | ---- | ---- | ---- | ---- | ---- |
| 565  | 692  | 721  | 745  | 923  | 905  | 903  | 933  | 973  |

| 1856 | 1861 | 1866 | 1872 | 1876 | 1881  | 1886 | 1891 | 1896 |
| ---- | ---- | ---- | ---- | ---- | ----- | ---- | ---- | ---- |
| 904  | 857  | 820  | 802  | 881  | 1 040 | 974  | 865  | 927  |

| 1901  | 1906  | 1911 | 1921 | 1926 | 1931 | 1936 | 1946 | 1954 |
| ----- | ----- | ---- | ---- | ---- | ---- | ---- | ---- | ---- |
| 1 088 | 1 024 | 948  | 933  | 900  | 948  | 950  | 691  | 739  |

| 1962 | 1968 | 1975 | 1982 | 1990 | 1999 | 2006 | 2007 | 2012 |
| ---- | ---- | ---- | ---- | ---- | ---- | ---- | ---- | ---- |
| 748  | 713  | 572  | 534  | 461  | 522  | 529  | 530  | 515  |

| 2016 | - | - | - | - | - | - | - | - |
| ---- | - | - | - | - | - | - | - | - |
| 545  | - | - | - | - | - | - | - | - |

## Personnalités liées à la commune
- Édouard-Jean Niermans

## Héraldique
| Blason de Montlaur | Blason  | D'azur à un chef barre d'or.                     |
| Blason de Montlaur | Détails | Le statut officiel du blason reste à déterminer. |